# Zodarion geticum
Zodarion geticum là một loài nhện trong họ Zodariidae.
Loài này thuộc chi Zodarion. Zodarion geticum được Weiss miêu tả năm 1987.